# 1956 no jornalismo
Nesta página encontrará referências aos acontecimentos directamente relacionados com o jornalismo ocorridos durante o ano de 1956.

## Nascimentos
| Data          | Nome                 | Profissão                            | Nacionalidade             | Observações | Ref   |
| ------------- | -------------------- | ------------------------------------ | ------------------------- | ----------- | ----- |
| 3 de agosto   | Ana Sousa Dias       | jornalista                           | Portugal                  |             |       |
| 10 de agosto  | Agostinho Branquinho | jornalista, administrador e político | Portugal                  |             | [ 1 ] |
| 5 de dezembro | Leila Cordeiro       | jornalista                           | Brasil                    |             |       |
| ?             | Clara Ferreira Alves | jornalista e escritora               | Portugal                  |             |       |
| ?             | Richard Zimler       | jornalista, escritor e professor     | Estados Unidos / Portugal |             |       |
| ?             | Carlos Calado        | jornalista e crítico musical         | Brasil                    |             |       |

## Mortes
| Data           | Nome                     | Profissão                        | Nacionalidade | Observações | Ref   |
| -------------- | ------------------------ | -------------------------------- | ------------- | ----------- | ----- |
| 7 de setembro  | António dos Santos Graça | etnógrafo, jornalista e político | Portugal      | n. 1882     | [ 2 ] |
| 11 de novembro | António Ferro            | jornalista, político e escritor  | Portugal      | n. 1895     |       |